# Vietnamesischer Fußballpokal 2018
Der Vietnamesische Fußballpokal 2018 war die 27. Saison eines Ko-Fußballwettbewerbs in Vietnam. Der Pokal wurde von der Vietnam Football Federation organisiert. Er begann mit der  ersten Runde am 8. April 2018 und endete mit dem Finale am 15. Oktober 2018.

## Termine
| Runde         | Datum                                            |
| ------------- | ------------------------------------------------ |
| 1. Runde      | 8./9. April 2018                                 |
| Achtelfinale  | 28./29. April 2018                               |
| Viertelfinale | 11./15. Mai 2018                                 |
| Halbfinale    | 25. Juli 2018 5. September 2018 11. Oktober 2018 |
| Finale        | 15. Oktober 2018                                 |

## Resultate und Begegnungen

### 1. Runde
|                           | Ergebnis          |                     |
| ------------------------- | ----------------- | ------------------- |
| 8. April 2018             |                   |                     |
| Bình Định FC              | 1:0               | Viettel FC          |
| Long An FC                | 0:0 (11:10 i. E.) | Công An Nhân Dân    |
| Fico Tây Ninh FC          | 0:1               | Bình Phước FC       |
| 15. Mai 2018 (Rückspiele) |                   |                     |
| Hoàng Anh Gia Lai         | 5:0               | Than Quảng Ninh FC  |
| Huế FC                    | 1:2               | Sanna Khánh Hòa BVN |
| Hà Nội FC                 | 0:0 (4:2 i. E.)   | Đắk Lắk FC          |
| Hồ Chí Minh City FC       | 1:0               | FC Đồng Tháp        |

### Achtelfinale
|                     | Ergebnis |                         |
| ------------------- | -------- | ----------------------- |
| 28. April 2018      |          |                         |
| Quảng Nam FC        | 2:3      | Hoàng Anh Gia Lai       |
| Hà Nội FC           | 5:0      | Sài Gòn FC              |
| Sanna Khánh Hòa BVN | 2:1      | Hải Phònga FC           |
| Becamex Bình Dương  | 2:0      | Bình Định FC            |
| 29. April 2018      |          |                         |
| Bình Phước FC       | 2:0      | Dược Nam Hà Nam Định FC |
| FC Thanh Hóa        | 2:0      | Long An FC              |
| SHB Đà Nẵng         | 4:2      | XSKT Cần Thơ            |
| Sông Lam Nghệ An    | 2:0      | Hồ Chí Minh City FC     |

### Viertelfinale
|                           | Ergebnis |                     |
| ------------------------- | -------- | ------------------- |
| 11. Mai 2018 (Hinspiele)  |          |                     |
| Hoàng Anh Gia Lai         | 2:2      | Hà Nội FC           |
| Sanna Khánh Hòa BVN       | 0:1      | Becamex Bình Dương  |
| SHB Đà Nẵng               | 1:3      | Sông Lam Nghệ An    |
| FC Thanh Hóa              | 2:0      | Bình Phước FC       |
| 15. Mai 2018 (Rückspiele) |          |                     |
| Hà Nội FC                 | 1:1      | Hoàng Anh Gia Lai   |
| Becamex Bình Dương        | 3:1      | Sanna Khánh Hòa BVN |
| Sông Lam Nghệ An          | 2:0      | SHB Đà Nẵng         |
| Bình Phước FC             | 1:1      | FC Thanh Hóa        |

### Halbfinale
|                              | Ergebnis |                    |
| ---------------------------- | -------- | ------------------ |
| 25. Juli 2018 (Hinspiele)    |          |                    |
| Hà Nội FC                    | 3:3      | Becamex Bình Dương |
| FC Thanh Hóa                 | 2:3      | Sông Lam Nghệ An   |
| 11. Oktober 2018 (Rückspiel) |          |                    |
| Becamex Bình Dương           | 0:0      | Hà Nội FC          |
| 15. Mai 2018 (Rückspiel)     |          |                    |
| Sông Lam Nghệ An             | 0:4      | FC Thanh Hóa       |

### Finale
|                    | Ergebnis |              |
| ------------------ | -------- | ------------ |
| 15. Oktober 2015   |          |              |
| Becamex Bình Dương | 3:1      | FC Thanh Hóa |

| Vietnamesischer Pokalsieger 2018 |
| Becamex Bình Dương               |